# Самец (приток Збруча)
Самец (укр. Самець) — река в Тернопольском районе Тернопольской области, Украина. Правый приток Збруча (бассейн Днестра).
Длина реки 24 км, площадь бассейна 150 км². Долина трапециевидная, глубина в низовьях 20-30 м, ширина 600—700 м. Пойма шириной 300—400 м. Русло в верховье слегка извилистое, в нижней части выпрямленное, шириной 5-6 м, глубина на плесах — до 0,5-0,6 м. Уклон реки 2,5 м/км. Питание смешанное, преимущественно снеговое. Замерзает в декабре, вскрывается в марте. Сток регулируется прудами. Используется для хозяйственных нужд, рыбоводства.
Берёт начало из источников около села Хмелиска. Течет сначала на северо-восток, в среднем течении — на восток, в низовьях — на юго-восток. Впадает в Збруч в посёлке Подволочиск.